# Villette (Ardennes)
Pour les articles homonymes, voir Villette.
Villette est une localité de Glaire et une ancienne commune française, située dans le département des Ardennes en région Grand Est.

## Toponymie
Diminutif de ville, du latin villa et désigne un « petit domaine », puis par la suite un « petit village ». De l'oïl villette, « petite maison des champs », ou « très petite ville ».

## Histoire
Elle fusionne, en 1828, avec Glaire-Latour, pour former la commune de Glaire-et-Villette. 
En 1971, cette commune de Glaire-et-Villette absorba la commune d'Iges pour former la nouvelle commune de Glaire.

## Politique et administration
| Période                                  | Période | Identité | Étiquette | Qualité |
| ---------------------------------------- | ------- | -------- | --------- | ------- |
|                                          |         |          |           |         |
| Les données manquantes sont à compléter. |         |          |           |         |

## Démographie
| 1793 | 1800 | 1806 | 1821 |
| ---- | ---- | ---- | ---- |
| 49   | 57   | 55   | 56   |

Histogramme

(élaboration graphique par Wikipédia)

## Personnalités liées à la commune
- Joseph Monin y naquit en 1741